# أرشيبالد هندرسون
أرشيبالد هندرسون (بالإنجليزية: Archibald Henderson)‏ هو محامي وسياسي أمريكي، ولد في 7 أغسطس 1768، وتوفي في 21 أكتوبر 1822. انتخب عضو مجلس نواب كارولينا الشمالية وانتخب عضو مجلس النواب الأمريكي.